# Большой Чекмак
Большо́й Чекма́к (тат. Олы Чакмак) — село в Муслюмовском районе Республики Татарстан, административный центр и единственный населённый пункт Большечекмакского сельского поселения.

## Этимология
Топоним произошел от татарских слов «олы» (большой) и «чакмак» (кремень для огнива).

## География
Село находится на реке Ик, в 11 км к югу от районного центра — села Муслюмово.

## История
Село известно с 1795 года.
В XVIII–XIX веках предки современного татарского населения входили в сословия башкир-вотчинников, тептярей и государственных крестьян. Их основные занятия в этот период – земледелие и скотоводство.
По сведения 1830 года, в селе функционировали мечеть и медресе.
В «Списке населенных мест по сведениям 1870 года», изданном в 1877 году, населённый пункт упомянут как деревня Большой, Новый Чекмак 2-го стана Мензелинского уезда Уфимской губернии. Располагалась при реке Ике, по левую сторону просёлочной дороги из Мензелинска в Бугульму, в 60 верстах от уездного города Мензелинска и в 17 верстах от становой квартиры в селе Александровское (Кармалы). В деревне, в 105 дворах жили 828 человек (419 мужчин и 409 женщин, татары, тептяри), были мечеть, 3 училища. Жители занимались земледелием, скотоводством.
В 1894 году при финансовой поддержке купцов Халфиных хазрат К. А. Файзуллин построил новое одноэтажное каменное здание для медресе (сохранилось частично, разрушается; до 1981 года в нём располагалась школа; памятник историко-культурного наследия). На рубеже XIX–XX веков новометодное медресе села являлось одним из авторитетных центров мусульманского образования в Уфимской губернии (среди его шакирдов известный татаро-башкирский поэт Гали Чокрый). В начале XX века здесь обучалось около 200 шакирдов. В селе функционировали 2 мечети, медресе, мектеб.
В этот период земельный надел сельской общины составлял 5204 десятины.
До 1920 года село входило в Ново-Шуганскую волость Мензелинского уезда Уфимской губернии. С 1920 года в составе Мензелинского кантона ТАССР. С 10 августа 1930 года – в Муслюмовском, с 1 февраля 1963 года – в Сармановском, с 12 января 1965 года в Муслюмовском районах.
В 1930 году в селе организован колхоз «Кзыл Тубяк», в 1957 году переименован в «Татарстан», в 1962 году – в «Маяк». С 1994 года коллективное предприятие «Маяк», с 1998 года ассоциация крестьянских хозяйств «Маяк» (ООО «Агрофирма «Муслюмовский»).
В 1941–1943 годах здесь проживали эвакуированные из Ленинграда.

## Население
Численность населения по годам
| 1858 | 1870 | 1884  | 1897  | 1920  | 1926  | 1938  |
| ---- | ---- | ----- | ----- | ----- | ----- | ----- |
| 799  | ↗828 | ↗1083 | ↗1483 | ↗1799 | ↘1166 | ↗1172 |
| 1949 | 1958 | 1970  | 1979  | 1989  | 2002  | 2010  |
| ↘877 | ↘675 | ↗758  | ↘668  | ↘516  | ↘502  | ↘493  |
| 2012 | 2013 | 2014  | 2015  | 2016  | 2017  |       |
| ↘476 | ↘459 | ↘456  | ↘454  | ↘450  | ↗456  |       |

Национальный состав села — татары.

## Экономика
Жители занимаются полеводством, мясо-молочным скотоводством.

## Инфраструктура
В селе действуют неполная средняя школа, библиотека (с 1922 года), детский сад (с 1967 года), дом культуры, краеведческий музей (в здании школы), фельдшерско-акушерский пункт (в здании дома культуры). При доме культуры работают хореографический коллектив «Асылъяр» и театральный коллектив «Мизгель» .

## Религия
Мечеть «Олы Чакмак» (с 2007 года).

## Известные уроженцы
- Садриев Фоат Миннеахметович (р. 1941) – писатель, драматург, заслуженный деятель искусств Республики Татарстан, лауреат Государственной премии Республики Татарстан имени Г. Тукая, почётный гражданин Муслюмовского района.